# Stazione di Castel Bagnolo di Orte
La stazione di Castel Bagnolo di Orte era una fermata ferroviaria posta lungo la linea ferroviaria Civitavecchia-Orte chiusa al traffico nel 1994. Era a servizio del comune di Orte, in località Castel Bagnolo.

## Storia
La stazione venne aperta nel 1928 e nel 1994 venne privata del suo traffico (sebbene i treni, negli ultimi anni, non vi effettuavano più fermata).

## Strutture e impianti
La stazione disponeva di un fabbricato viaggiatori e dal binario di circolazione.